# Haytam Manaout
Haytam Manaout (in arabo هيثم مناوت‎?; El Jadida, 18 aprile 2001) è un calciatore marocchino, difensore del RS Berkane.

## Carriera

### Club
Manaout è cresciuto nel settore giovanile dell'Union Touarga, dove ha debuttato il 7 ottobre 2022 nell'incontro di Botola 1 Pro vinto 1-0 contro il Chabab Mohammedia.

### Nazionale
Ha giocato nella nazionale marocchina Under-23.
Nel 2024 è stato convocato dalla nazionale olimpica marocchina per partecipare ai Giochi della XXXIII Olimpiade, nei quali ha vinto la medaglia di bronzo.

## Statistiche

### Presenze e reti nei club
Statistiche aggiornate al 24 luglio 2024.
| Stagione        | Squadra         | Campionato      | Campionato | Campionato | Coppe nazionali | Coppe nazionali | Coppe nazionali | Coppe continentali | Coppe continentali | Coppe continentali | Altre coppe | Altre coppe | Altre coppe | Totale | Totale | Totale |
| Stagione        | Squadra         | Comp            | Pres       | Reti       | Comp            | Pres            | Reti            | Comp               | Pres               | Reti               | Comp        | Pres        | Reti        | Pres   | Reti   |        |
| --------------- | --------------- | --------------- | ---------- | ---------- | --------------- | --------------- | --------------- | ------------------ | ------------------ | ------------------ | ----------- | ----------- | ----------- | ------ | ------ | ------ |
| 2022-2023       | Union Touarga   | B1              | 23         | 0          | CM              | 1               | 0               |                    | -                  | -                  |             | -           | -           | 23     | 0      |        |
| 2023-2024       | Union Touarga   | B1              | 25         | 0          | CM              | 1               | 0               |                    | -                  | -                  |             | -           | -           | 26     | 0      |        |
| Totale carriera | Totale carriera | Totale carriera | 48         | 0          |                 | 1               | 0               |                    | -                  | -                  |             | -           | -           | 49     | 0      |        |

## Palmarès

### Club

#### Competizioni nazionali
- Campionato marocchino: 1

RS Berkane: 2024-2025

#### Competizioni internazionali
- Coppa della Confederazione CAF: 1

RS Berkane: 2024-2025